# Battaglia di Efeso (498 a.C.)
La battaglia di Efeso fu un combattimento avvenuto nel 498 a.C. tra le forze persiane e quelle greche nel contesto della rivolta ionica. I Persiani inflissero una pesante sconfitta all'esercito greco e costrinsero gli Ateniesi e gli Eretriani a interrompere il loro supporto ai rivoltosi ionici.

## Antefatti
La rivolta ionica ebbe luogo a causa della crescente insoddisfazione delle città greche situate in Asia Minore nei confronti dei tiranni nominati dall'impero persiano per governarle. Nel 499 a.C., l'allora tiranno di Mileto, Aristagora, fomentando le masse con discorsi anti-persiani, lanciò una spedizione armata contro il fratellastro del Gran Re Dario I nonché satrapo Artaferne, al fine di conquistare l'isola di Nasso (strategicamente fondamentale per Mileto). Tale missione, che si espresse nell'assedio di Nasso, fu una completa disfatta per Aristagora e dunque quest'ultimo, capendo che la sua posizione era molto fragile, decise di incitare tutte le póleis della Ionia alla ribellione contro il re persiano Dario I, invitandole a formare un esercito più compatto e coeso. In aiuto delle città rivoltose in Ionia, arrivò anche il supporto militare delle póleis di Atene ed Eretria (situate entrambe nella Grecia continentale). A questo punto, la nuova coalizione greca (composta dalle póleis di Mileto, Atene, Eretria, Efeso e varie altre città della Ionia) si incontrò a Efeso, che divenne il loro avamposto militare, da cui infatti fecero partire l'offensiva. Infatti, l'esercito greco, guidato dai generali Caropino ed Ermofanto, avanzò nell'entroterra arrivando ad assediare Sardi (la capitale delle satrapia sotto il controllo di Artaferne).  Secondo le fonti dell'epoca, l'esercito ellenico occupò e bruciò la parte bassa della città, tuttavia un potente contrattacco delle truppe persiane, guidate dallo stesso Artaferne, costrinse i greci ad arretrare, facendogli perdere il controllo sulla parte bassa di Sardi e obbligandoli a ritirarsi nel loro avamposto a Efeso.Secondo lo storico greco antico Erodoto, che si analizzò con grande attenzione le vicende delle due guerre persiane, i persiani, quando vennero a conoscenza dell'assedio avvenuto a Sardi, radunarono un esercito e marciarono verso la suddetta città per soccorrere le truppe di Artaferne. Le truppe ausiliari giunsero a Sardi quando i Greci sin erano ritirati da poco e così poterono seguire le tracce lasciate dall'esercito ellenico, arrivando a Efeso e preparandosi per una futura controffensiva, che si esprimerà proprio nella battaglia di Efeso.

## La battaglia
Secondo gli studi condotti dallo storico britannico Tom Holland, l'esercito persiano era dotato di una forte cavalleria leggera, che permise alle forze del Gran Re di indebolire i Greci lanciando continue raffiche di frecce prima di cimentarsi nel combattimento corpo a corpo.
Le fonti sull'andamento preciso della battaglia sono pressoché assenti, tuttavia emerge chiaramente quanto la stanchezza dei Greci, dovuta al costante lancio di frecce precedente al combattimento vero e proprio, fu determinante nell'aprire la strada ad una vittoria persiana. Infatti, secondo le fonti dell'epoca, furono uccisi molti uomini, compreso il generale eretriano Eualcide, che coordinava le operazioni insieme a Caropino ed Ermofanto. In una caotica disfatta e ritirata, le truppe ioniche, scampate alla battaglia, si diressero verso le proprie polis, mentre le restanti milizie Ateniesi ed Eretriane riuscirono a tornare alle loro navi, salpando velocemente verso la Grecia Continentale. 

## Conseguenze
Dopo la disfatta a Efeso, gli Ateniesi e gli Eretriani, avendo avuto prova della potenza dell'esercito persiano, posero fine alla loro alleanza con le póleis ioniche e smisero di supportare la rivolta. Tuttavia, gli Ioni continuarono a combattere loro ribellione, mentre i Persiani, dopo la vittoria a Efeso, non posero sotto assedio la città (molto probabilmente ciò fu dovuto al fatto che in quel momento la formazione dell'esercito persiano, più sviluppato sulla cavalleria, non lo permetteva). Nonostante la sconfitta subita a Efeso, la rivolta continuò, diffondendosi per tutta la Ionia. Gli Ioni inviarono infatti uomini nell'Ellesponto e nel Propontide, conquistando Bisanzio e convincendo il popolo dei Cari a unirsi alla lotta contro i Persiani. Inoltre, visto il successo che la rivolta stava avendo, anche il regno di Cipro, di propria iniziativa, si ribellò contro il dominio persiano, approfittando per l'appunto della situazione che si era venuta a creare. Dunque, molti storici sono concordi nell'affermare che la battaglia di Efeso non fu un particolare punto di svolta per la rivolta ionica in sé, ma che legò inevitabilmente la storia di Eretria e Atene alle vicende della ribellione, portando al loro coinvolgimento nella prima guerra persiana. 